# Бакинская улица (Астрахань)
Баки́нская у́лица — крупная улица в центральной части Астрахани, проходит по границе Кировского и  Советского районов города. Начинается от улицы Генерала Армии Епишева и идёт с запада на восток параллельно Каналу имени Варвация, пересекая Боевую, Волжскую, улицы Бэра, Мусы Джалиля, Кирова, Мечникова, Дарвина и Псковскую и заканчивается у набережной 1 Мая и Ивановского моста чере Кутум.
Улица проходит через исторический район «этнических» слобод — Татарской (Махалля), Персидской, Армянской, Немецкой и других. Преимущественно застроена малоэтажными зданиями дореволюционного периода, в том числе памятниками архитектуры и дореволюционными храмами разных конфессий.

## История
До 1837 года современная Бакинская улица состояла из нескольких самостоятельных именованных проездов — улиц 5-й Матросской, 6-й Татарской и 8-й Армянской, затем они были объединены и получили название 2-я Бакалдинская. В 1920 году была переименована вновь и получила своё современное название в честь города Баку.

## Застройка
- дом 7/4 —  памятник архитектуры Владимирский собор (1895‒1902 гг.)
- дом 25/20 —  памятник архитектуры Дом жилой с лавками (начало XX в.)
- дом 141 —  памятник архитектуры Криушинская мечеть (начало XX в.)
- дом 151/35 —  памятник архитектуры Городская усадьба (вторая половина XIX в.)

## Транспорт
По улице осуществляется движение маршрутных такси, имеются остановки маршрутов № 45с, 54к, 54с, 70 и других.